# Propriano
Propriano (korsisch Prupià) ist eine französische Gemeinde und Hafenstadt auf der Mittelmeerinsel Korsika und liegt an der südlichen Westküste zwischen der Hauptstadt Ajaccio und Bonifacio. Sie gehört zum Département Corse-du-Sud und zum Arrondissement Sartène. Propriano ist Sitz des Gemeindeverbands Sartenais Valinco Taravo. Der lebhafte Badeort hat 3864 Einwohner (Stand 1. Januar 2022) und ist damit die viertgrößte Gemeinde des Départements. Die Bewohner werden Proprianais und Proprianaises genannt.

## Geografie
Das Gemeindezentrum liegt in unmittelbarer Nähe zum Mittelmeer. Knapp südlich des Ortes mündet der Fluss Rizzanese in das Meer. Die höchste Erhebung bildet die Punta di Muro mit 609 m. Größere nähere Gemeinden sind Ajaccio in circa 25 Kilometer Luftlinie oder circa 70 Kilometer Fahrtstrecke und Sartène in circa 8 Kilometer Luftlinie oder circa 14 Kilometer Fahrtstrecke entfernt.
Umgeben wird Propriano von den sechs Nachbargemeinden und dem Mittelmeer:
| Mittelmeer          | Olmeto                                      | Viggianello |
| Mittelmeer          | Kompassrose, die auf Nachbargemeinden zeigt | Sartène     |
| Belvédère-Campomoro | Grossa                                      | Bilia       |

### Bodennutzung

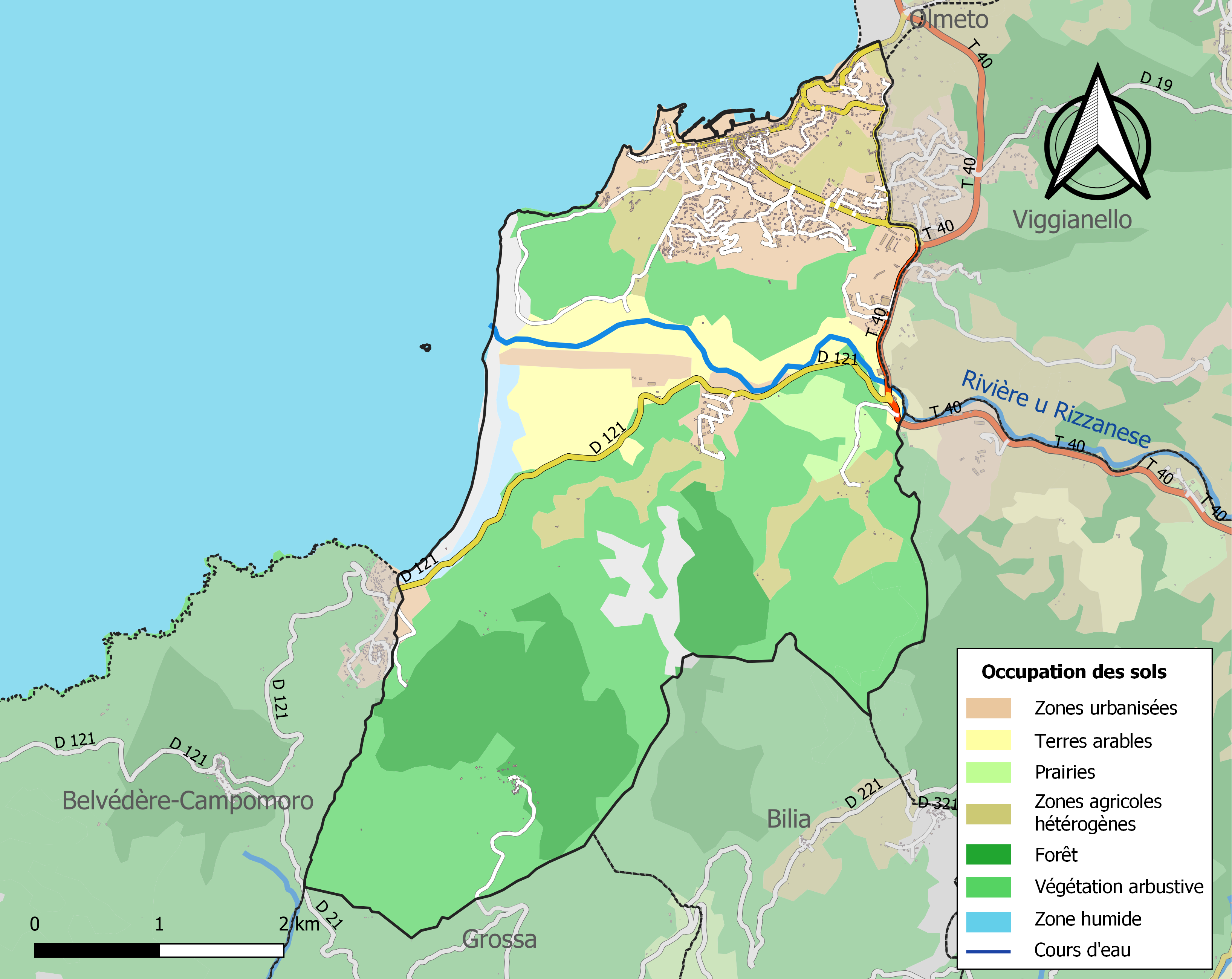
Bodennutzung und Infrastruktur der Gemeinde

Die Bodennutzung der Gemeinde, wie sie aus der europäischen biophysikalischen Landbedeckungsdatenbank CORINE Land Cover (CLC) hervorgeht, ist gekennzeichnet durch Wald und Halbkulturformationen (63,6 % im Jahr 2018). Die detaillierte Verteilung im Jahr 2018 sieht wie folgt aus:

## Klima
|                        | Jan  | Feb  | Mär  | Apr  | Mai  | Jun  | Jul  | Aug  | Sep  | Okt  | Nov  | Dez  |   |      |
| Mittl. Temperatur (°C) | 8,6  | 8,4  | 10,5 | 13,1 | 16,7 | 21,1 | 23,8 | 24,1 | 20,6 | 17,3 | 12,9 | 9,8  | ⌀ | 15,6 |
| Mittl. Tagesmax. (°C)  | 10,9 | 11,1 | 13,6 | 16,3 | 20,1 | 24,6 | 27,5 | 27,8 | 23,9 | 20,2 | 15,3 | 12,1 | ⌀ | 18,7 |
| Mittl. Tagesmin. (°C)  | 6,3  | 5,8  | 7,5  | 9,8  | 13,3 | 17,2 | 20   | 20,4 | 17,5 | 14,6 | 10,7 | 7,6  | ⌀ | 12,6 |
|                        |      |      |      |      |      |      |      |      |      |      |      |      |   |      |
| Niederschlag (mm)      | 82   | 82   | 83   | 94   | 70   | 41   | 16   | 23   | 57   | 115  | 140  | 110  | Σ | 913  |
|                        |      |      |      |      |      |      |      |      |      |      |      |      |   |      |
| Sonnenstunden (h/d)    | 5,0  | 5,8  | 7,5  | 9,2  | 10,8 | 12,3 | 12,6 | 11,7 | 9,4  | 7,5  | 5,7  | 5,1  | ⌀ | 8,6  |
|                        |      |      |      |      |      |      |      |      |      |      |      |      |   |      |
| Regentage (d)          | 8    | 7    | 7    | 8    | 6    | 4    | 2    | 3    | 5    | 7    | 9    | 9    | Σ | 75   |
|                        |      |      |      |      |      |      |      |      |      |      |      |      |   |      |
| Wassertemperatur (°C)  | 13,2 | 12,6 | 12,7 | 13,9 | 16,6 | 20,2 | 23,2 | 24,1 | 22,7 | 20,2 | 17,4 | 14,8 | ⌀ | 17,7 |
|                        |      |      |      |      |      |      |      |      |      |      |      |      |   |      |
| Luftfeuchtigkeit (%)   | 80   | 77   | 75   | 75   | 73   | 69   | 64   | 65   | 70   | 76   | 79   | 78   | ⌀ | 73,4 |

| 6,3 |

| 5,8 |

| 7,5 |

| 9,8 |

| 13,3 |

| 17,2 |

| 20 |

| 20,4 |

| 17,5 |

| 14,6 |

| 10,7 |

| 7,6 |

| 6,3 |

| 5,8 |

| 7,5 |

| 9,8 |

| 13,3 |

| 17,2 |

| 20 |

| 20,4 |

| 17,5 |

| 14,6 |

| 10,7 |

| 7,6 |

Das Klima zeichnet sich durch warme Sommer und milde Winter aus. 40 % der Niederschläge fallen in den drei Monaten Oktober bis Dezember. Der November ist der feuchteste Monat des Jahres und fast neunmal so niederschlagsreich wie der Juli, der trockenste Monat des Jahres. Die Niederschlagsmengen nehmen in den Sommermonaten Juni bis September deutlich ab. Das Klima ist als Mittelmeerklima (Csa-Klima) nach Köppen und Geiger klassifiziert. Die Angaben von Temperatur, Wassertemperatur, Niederschlag, Regentag und Luftfeuchtigkeit basieren auf Daten von 1991 bis 2021, Sonnenstunden auf Daten von 1999 bis 2019.

## Geschichte
Um 6000 v. Chr., während der Jungsteinzeit, war die Umgebung von Propriano nachweisbar bereits besiedelt. In Filitosa, einer Ortschaft etwa 9 km nordwestlich von Propriano, fand man Spuren aus der Megalithkultur (3.500 – 1.600 v. Chr.), und aus der Torre-Kultur (1.600 – 800 v. Chr.). Etwa 16 km südlich von Propriano befinden sich die Alignement von Stantari,  zwei Steinreihen, die in die Bronzezeit zwischen 1500 und 1000 v. Chr. datieren. Propriano liegt vermutlich an der gleichen Stelle wie der antike Ort Pauca.  Im 10. Jahrhundert wurde der Ort von den Pisanern besetzt, im 13. Jahrhundert dann von den Genuesern. 1564 landete hier Sampiero Corso zur Rückeroberung Korsikas. Häufige Piratenüberfälle führten dazu, dass der Ort 1794 nur noch aus 4 Häusern bestand. Etwa 30 km nordwestlich von Propriano liegt Ajaccio, die Hauptstadt der Insel Korsika. Hier wurde 1769 Napoleon Bonaparte geboren. 1873 wurde eine Straße zwischen Bonifacio und Ajaccio gebaut. Anschließend wuchs die Zahl der Bewohner der Stadt Propriano stark an. Propriano beschleunigte seine Entwicklung zwischen 1838 und 1845 mit dem Bau eines ersten 150 m langen Stegs auf den Felsen von Scogliu Longu. Der Ort erhielt am 28. Juni 1860 durch Napoleon III. seine Trennung von Fozzano und seine kommunale Autonomie. Mit ihrem Handelshafen, bestehend aus zwei Molen und einem anfahrbaren Kai, wurde die Stadt Ende des 19. Jahrhunderts zu einem Anlaufpunkt für Dampfschiffe.

## Bevölkerungsentwicklung
| Propriano: Einwohnerzahlen von 1851 bis 2016                                                                              | Propriano: Einwohnerzahlen von 1851 bis 2016 | Propriano: Einwohnerzahlen von 1851 bis 2016 | Propriano: Einwohnerzahlen von 1851 bis 2016 | Propriano: Einwohnerzahlen von 1851 bis 2016 |
| --- | -------------------------------------------- | -------------------------------------------- | -------------------------------------------- | -------------------------------------------- |
| Jahr |                                              |                                              |                                              | Einwohner                                    |
| 1851 | 1851                                         |                                              | 300                                          | 300                                          |
| 1856 | 1856                                         |                                              | 467                                          | 467                                          |
| 1861 | 1861                                         |                                              | 338                                          | 338                                          |
| 1866 | 1866                                         |                                              | 501                                          | 501                                          |
| 1872 | 1872                                         |                                              | 633                                          | 633                                          |
| 1876 | 1876                                         |                                              | 806                                          | 806                                          |
| 1881 | 1881                                         |                                              | 894                                          | 894                                          |
| 1886 | 1886                                         |                                              | 1.135                                        | 1.135                                        |
| 1891 | 1891                                         |                                              | 1.515                                        | 1.515                                        |
| 1896 | 1896                                         |                                              | 1.860                                        | 1.860                                        |
| 1901 | 1901                                         |                                              | 1.809                                        | 1.809                                        |
| 1906 | 1906                                         |                                              | 1.959                                        | 1.959                                        |
| 1911 | 1911                                         |                                              | 2.105                                        | 2.105                                        |
| 1921 | 1921                                         |                                              | 1.862                                        | 1.862                                        |
| 1926 | 1926                                         |                                              | 1.959                                        | 1.959                                        |
| 1931 | 1931                                         |                                              | 1.946                                        | 1.946                                        |
| 1936 | 1936                                         |                                              | 2.011                                        | 2.011                                        |
| 1946 | 1946                                         |                                              | 1.554                                        | 1.554                                        |
| 1954 | 1954                                         |                                              | 1.722                                        | 1.722                                        |
| 1962 | 1962                                         |                                              | 1.530                                        | 1.530                                        |
| 1968 | 1968                                         |                                              | 1.846                                        | 1.846                                        |
| 1975 | 1975                                         |                                              | 2.950                                        | 2.950                                        |
| 1982 | 1982                                         |                                              | 3.098                                        | 3.098                                        |
| 1990 | 1990                                         |                                              | 3.217                                        | 3.217                                        |
| 1999 | 1999                                         |                                              | 3.166                                        | 3.166                                        |
| 2006 | 2006                                         |                                              | 3.232                                        | 3.232                                        |
| 2011 | 2011                                         |                                              | 3.509                                        | 3.509                                        |
| 2016 | 2016                                         |                                              | 3.789                                        | 3.789                                        |
| Quelle(n): EHESS/Cassini bis 1999 INSEE ab 2006 Anmerkung(en): Ab 1962 offizielle Zahlen ohne Einwohner mit Zweitwohnsitz |                                              |                                              |                                              |                                              |

Die folgende Grafik zeigt die fortschreitende Überalterung der Bewohner der Gemeinde. Der Anteil der über 60-jährigen (31,4 %) im Jahr 2019 liegt etwas über dem entsprechenden Durchschnitt des Départements (30,5 %), aber weit über dem Durchschnitt der France métropolitaine mit 26,2 %.
Die folgende Grafik zeigt den Anteil der Erwerbstätigen an den Bewohnern der Gemeinde im erwerbstätigen Alter im Jahr 2019. Dieser Wert (58,5 %) liegt weit unter dem Durchschnitt des Départements (66,3 %) und dem Wert der France métropolitaine (64,7 %).

## Sehenswürdigkeiten
- Kirche im Weiler Tivaloggio, genannt Kapelle Sainte-Marie, erbaut im Jahre 1860
- Pfarrkirche Notre-Dame de la Miséricorde, erbaut zwischen 1868 und 1881
- Festes Haus im Weiler A Chiave, erbaut im Laufe der zweite Hälfte des 16. Jahrhunderts, Mitte des 18. Jahrhunderts erhöht
- Hafen

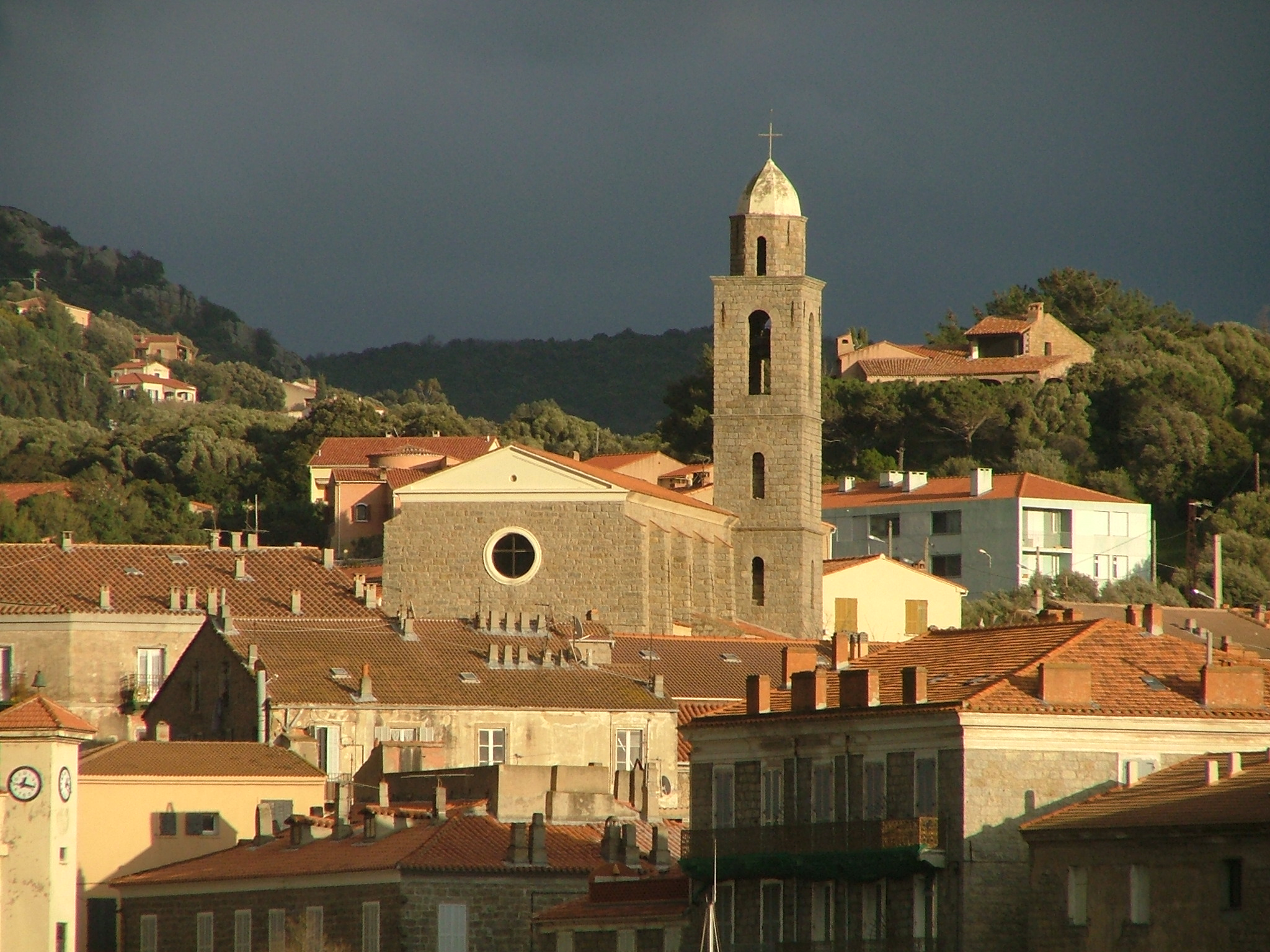
Pfarrkirche Notre-Dame de la Misérico
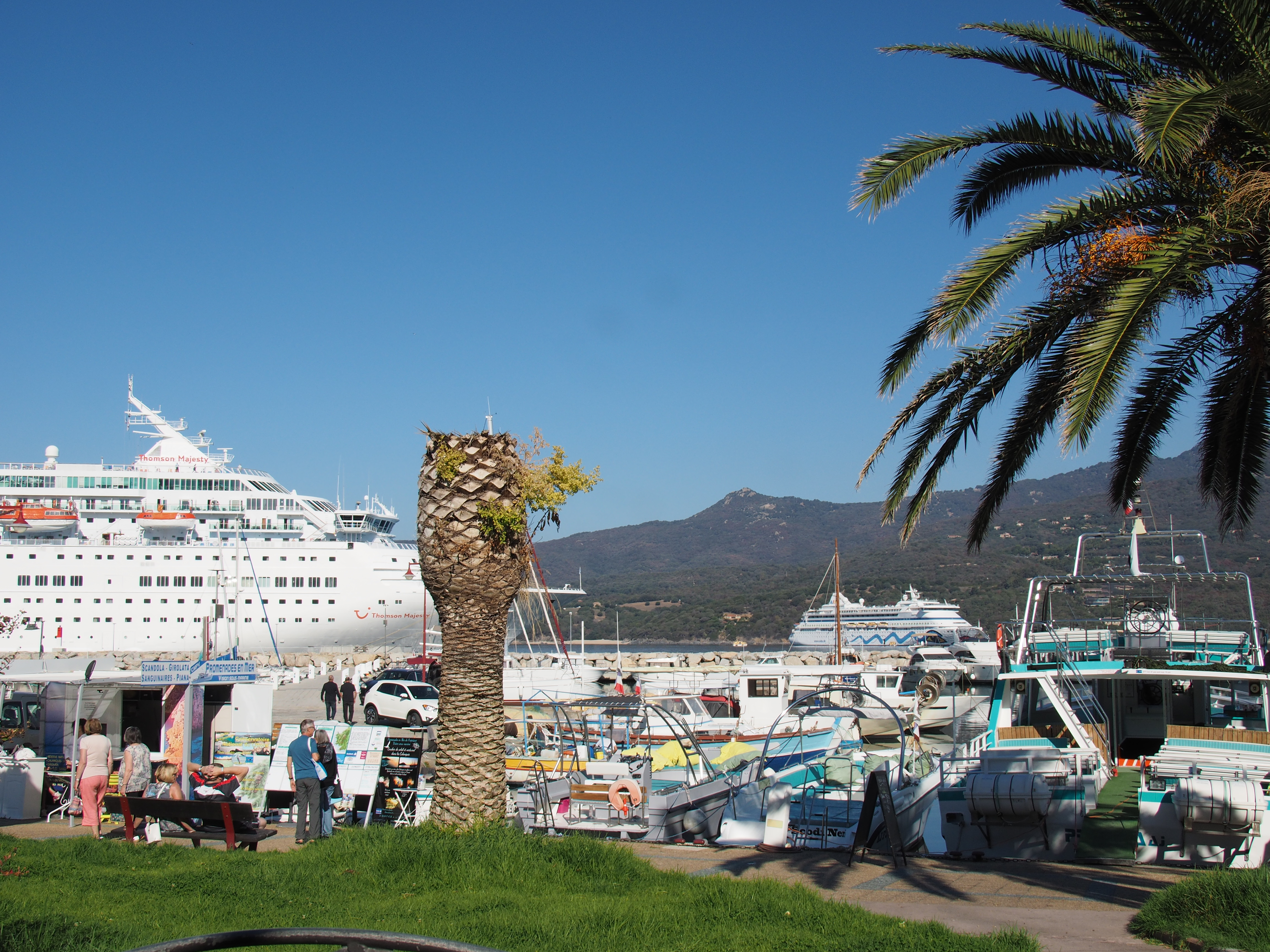
Hafen
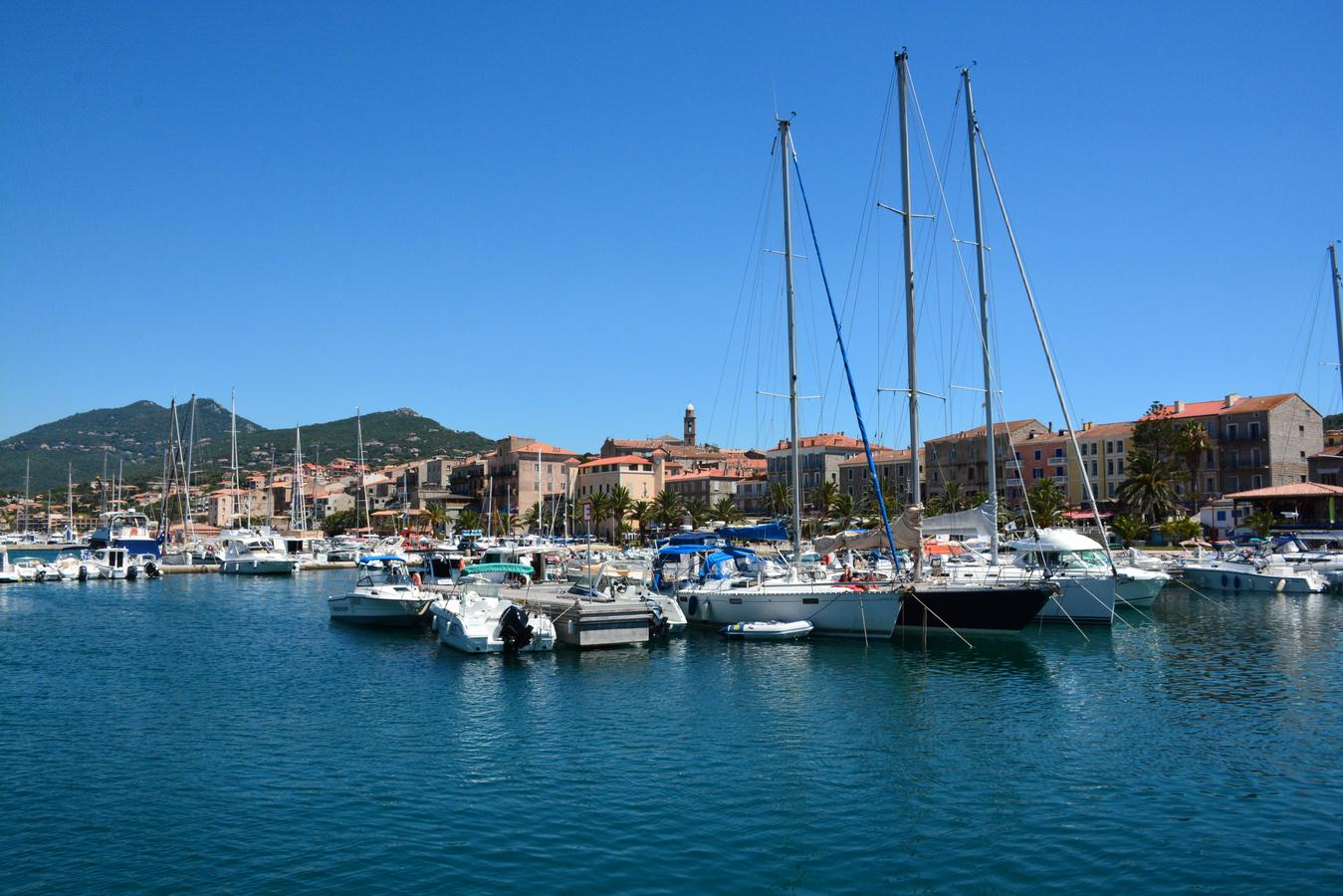
Propriano vom Yachthafen gesehen

## Bildung
Die Gemeinde verfügt über
- eine öffentliche bilinguale Vorschule mit 163 Schülerinnen und Schülern im Schuljahr 2022/2023[8]
- eine öffentliche bilinguale Grundschule mit 253 Schülerinnen und Schülern im Schuljahr 2022/2023[9]
- das öffentliche Collège Jean Nicoli[10]

## Wirtschaft
Propriano liegt in den Zonen AOC
- der Weine der Appellation Vin de Corse weiß, rosé und rot,
- der Weine der Appellation Vin de Corse Sartène weiß, rosé und rot.

Die folgende Grafik zeigt die Anzahl der Arbeitsplätze in Propriano nach Branchen:
Die Branchen mit den meisten Betrieben der Gemeinde außerhalb der Landwirtschaft sind (Stand: 31. Dezember 2020):
- Handel, Transport, Beherbergung und Gastronomie (37,3 %)
- Bauwirtschaft (15,9 %)
- Freiberufliche, wissenschaftliche und technische sowie administrative und unterstützende Dienstleistungen (14 %).

Dies unterstreicht, dass der Tourismus der wichtigste Wirtschaftszweig von Propriano ist. Er wird u. a. unterstützt von (Stand: 1. Januar 2023):
- 26 Restaurants,
- 11 Hotels mit einer Gesamtkapazität von 418 Zimmern,
- einem Campingplatz mit 188 Stellplätzen und
- sieben Ferienresidenzen mit insgesamt 1092 Betten

## Verkehr
Der Hafen von Propriano bietet ganzjährig Schiffsverbindungen nach Marseille und Porto Torres auf Sardinien.
Der Flugplatz Propriano-Tavaria befindet sich im südlichen Gemeindegebiet und ist ein offener, ziviler Flugplatz und wird für Freizeit und Tourismus (Leichtflugzeuge, Schulflugzeuge, Fallschirmspringen) genutzt. Er besitzt eine asphaltierte 9/27-Landebahn von 1,4 km Länge und einer Breite von 30 m.
Buslinien verbinden Propriano mit Ajaccio, Bonifacio, Zonza und anderen Gemeinden des Départements.
Die Route territoriale 40 (Ajaccio–Bonifacio) durchquert das Gebiet der Gemeinde.

## Persönlichkeiten
Jacques-Martin Capponi (1865–1936), war Maler. Er ist in Ajaccio geboren, seine Familie stammt jedoch aus Propriano, wo er verstorben ist.

## Nachweise
1. ↑  Répartition des superficies en 15 postes d’occupation des sols (métropole). CORINE Land Cover, abgerufen am 2. März 2023 (französisch).
2. ↑  L’HISTOIRE DE PROPRIANO EN QUELQUES MOTS. Gemeinde Propriano, 23. Oktober 2015, abgerufen am 2. März 2023 (französisch).
3. ↑  Notice Communale Propriano. EHESS, abgerufen am 2. März 2023 (französisch).
4. ↑  Populations légales 2016 Commune de Propriano (2A249). INSEE, abgerufen am 2. März 2023 (französisch).
5. 1 2  Dossier complet Département de la Corse-du-Sud (2A). INSEE, abgerufen am 2. März 2023 (französisch).
6. 1 2  Dossier complet France métropolitaine. INSEE, abgerufen am 2. März 2023 (französisch).
7. 1 2 3 4 5  Dossier complet Commune de Propriano (2A249). INSEE, abgerufen am 2. März 2023 (französisch).
8. ↑  École Maternelle Bilingue Propriano. Nationales Bildungsministerium, abgerufen am 3. März 2023 (französisch).
9. ↑  École Élémentaire Bilingue Propriano. Nationales Bildungsministerium, abgerufen am 3. März 2023 (französisch).
10. ↑  Collège Jean Nicoli. Nationales Bildungsministerium, abgerufen am 3. März 2023 (französisch).
11. ↑  Institut national de l’origine et de la qualité : Rechercher un produit. Institut national de l’origine et de la qualité, abgerufen am 3. März 2023 (französisch).
12. ↑  Quoi faire à Propriano. Koifaire.com, abgerufen am 3. März 2023 (französisch).
13. ↑  Bus et Navettes. Turistenbüro des Gemeindeverbands, abgerufen am 3. März 2023 (französisch).